# Шаріфалі-Сара
Шаріфалі-Сара (перс. شريفعلي سرا) — село в Ірані, у дегестані Отаквар, у бахші Отаквар, шагрестані Лянґаруд остану Ґілян. За даними перепису 2006 року, його населення становило 52 особи, що проживали у складі 10 сімей.